# 科里奧灣

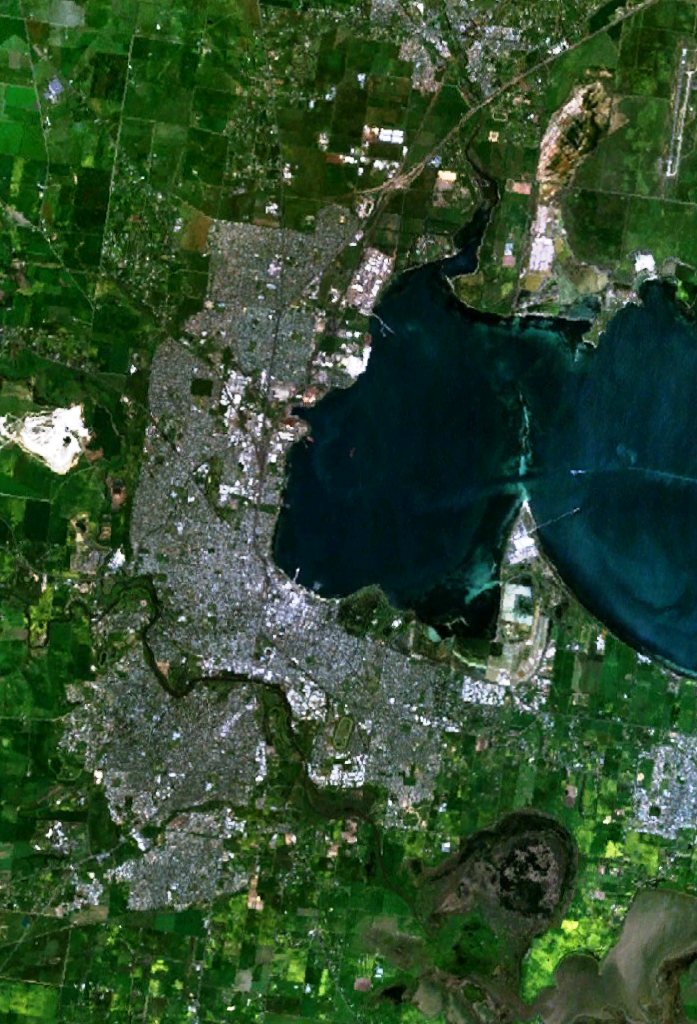

科拉伊奧灣（英語：Corio Bay）是澳大利亞菲利普港灣西南角眾多的內部海灣之一，也是毗鄰吉朗市的海灣。附近的科拉伊奧郊區以科拉伊奧灣命名。

## 詞源
當漢密爾頓·休姆和威廉·霍維爾於 1824 年抵達海灣時，他們會見了當地的原住民沃塔隆人（Wathaurong），他們將海灣稱為“Jillong”，將周圍的土地稱為“Corayo”，但到 1830 年代末對該地區進行勘察時，這兩個名字被交換了。“Corayo”和“Jillong”這兩個名字後來被英語化為“Corio”和“Geelong”，其中“Corio”英語讀音為/kəraɪoʊ/（kuh-RAI-ow）。

## 港口
吉朗港位於科拉伊奧灣沿岸。

## 休閒
科拉伊奧灣的海岸一直是吉朗居民喜愛的遊樂場所。自20世紀30年代以來，東部海灘一直是熱門的游泳地點。划船也很受歡迎。